# 890 (numero)
Ottocentonovanta (890) è il numero naturale dopo l'889 e prima dell'891.

## Proprietà matematiche
- È un numero pari.
- È un numero composto, con 8 divisori: 1, 2, 5, 10, 89, 178, 445, 890. Poiché la somma dei suoi divisori (escluso il numero stesso) è 730 < 890, è un numero difettivo.
- È un numero sfenico.
- È un numero nontotiente (per cui la equazione φ(x) = n non ha soluzione).
- È un numero odioso.
- È un numero congruente.
- È un numero intero privo di quadrati.
- È parte delle terne pitagoriche (168, 874, 890), (390, 800, 890), (406, 792, 890), (534, 712, 890), (890, 2136, 2314), (890, 7896, 7946), (890, 39600, 39610), (890, 198024, 198026).

## Astronomia
- 890 Waltraut è un asteroide della fascia principale del sistema solare.
- NGC 890 è una galassia lenticolare della costellazione del Triangolo.
- Cosmos 890 (Kosmos-3M) è un satellite artificiale russo.

## Altri ambiti
- Interstate 890 è una autostrada (highway) in New York, Stati Uniti d'America.